# Tipula (Yamatotipula) grenfelli
Tipula (Yamatotipula) grenfelli is een tweevleugelige uit de familie langpootmuggen (Tipulidae). De soort komt voor in het Nearctisch gebied.